# NGC 3521
NGC 3521 este o galaxie spirală pufoasă situată în constelația Leul. A fost descoperită în 22 februarie 1784 de către William Herschel. Se află la o distanță de 43.000.000 al de Pământ.